# Lev Lobodin
Lev Lobodin (Rusia, 1 de abril de 1969) es un atleta ruso retirado especializado en la prueba de decatlón, en la que ha conseguido ser medallista de bronce europeo en 2002.

## Carrera deportiva
En el Campeonato Europeo de Atletismo de 2002 ganó la medalla de bronce en la competición de decatlón, con una puntuación de 8390 puntos, tras el checo Roman Šebrle y el estonio Erki Nool (plata).